# Organ²/ASLSP

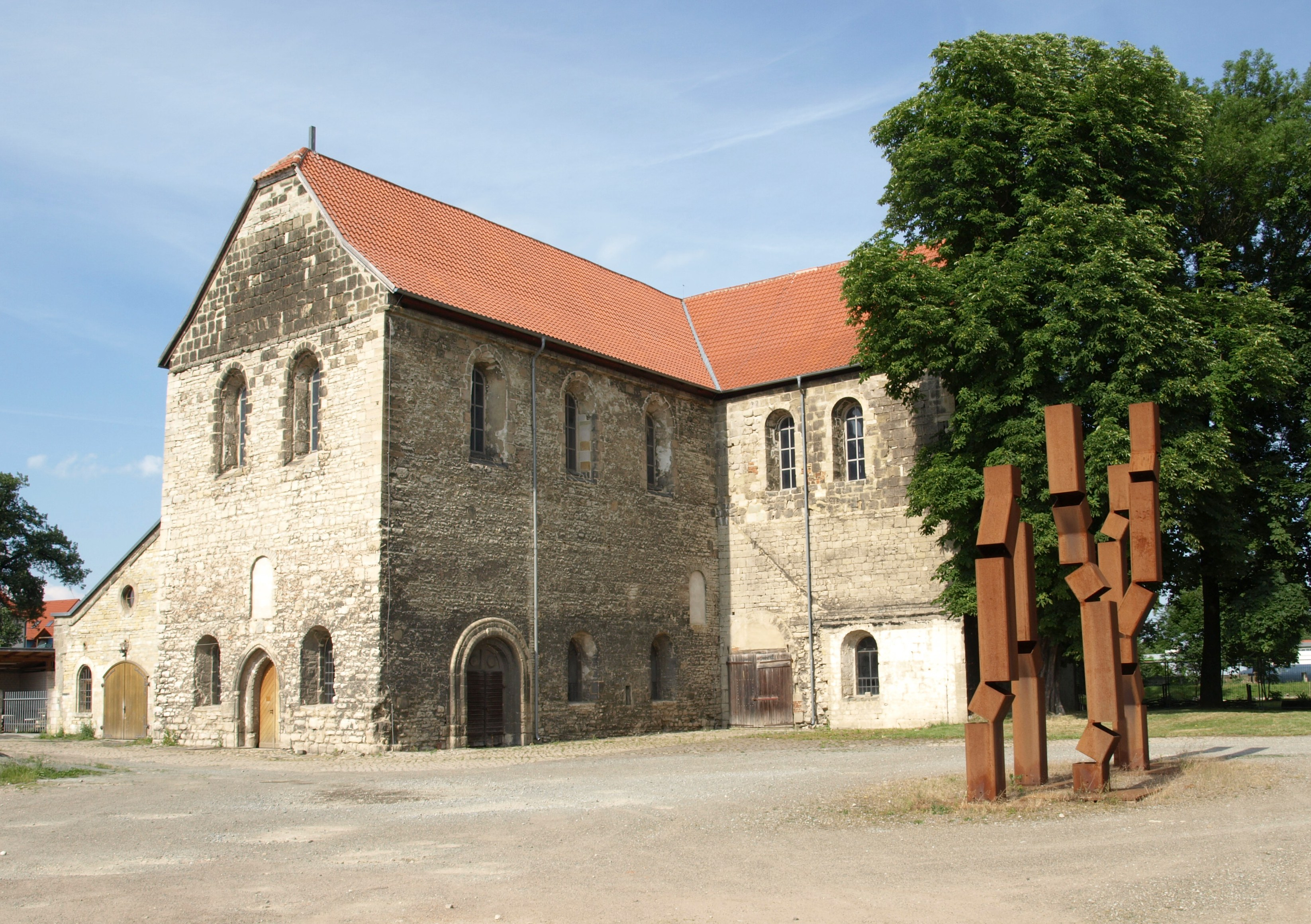
A igreja de S. Burchardi em Halberstadt, Alemanha

Organ²/ASLSP (As SLow aS Possible, ou seja, «tão lentamente quanto possível») é uma obra musical de John Cage que é tida como a performance musical mais lenta e mais longa jamais empreendida. Originalmente composta em 1987 para órgão, foi adaptada de um trabalho anterior, ASLSP 1985, da qual uma execução típica em piano tem uma duração de 20 a 70 minutos. Em 1985, Cage escolheu não indicar precisamente a que velocidade a obra deverá ser tocada.
A partitura de John Cage tem oito páginas. Para a execução de Halberstadt, o tempo foi estimado para durar 639 anos.

## Execução em Halberstadt
A execução presente da obra na igreja de S. Burchardi de Halberstadt, na Alemanha, começou em 2001 com uma pausa de vários meses e deve prosseguir durante 639 anos, ou seja, terminará segundo o estipulado em 2640.

### Contexto
Em 1997, uma conferência de músicos e filósofos debateu as implicações das instruções de Cage quanto à velocidade de execução ser a mais lenta possível, aproveitando a circunstância de um órgão fazer ressoar indefinidamente uma nota. Um projeto foi elaborado para executar a obra, de modo a durar 639 anos, porque a igreja de S. Burchardi em Halberstadt tinha um órgão datado de 1361, 639 anos antes do início da execução em 2001.

### Instrumentação

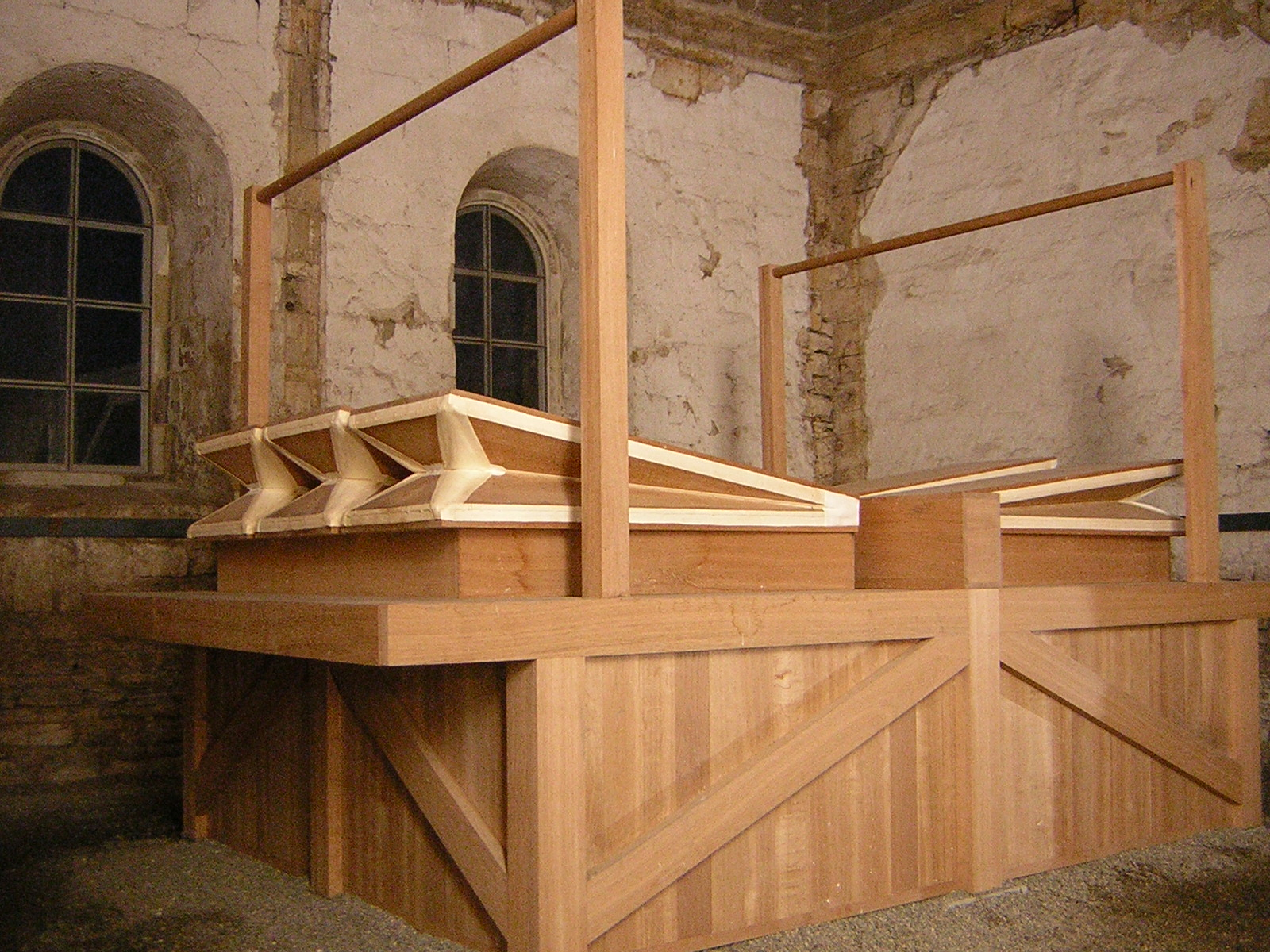
O órgão da igreja de S. Burchardi em Halberstadt.

A peça é executada em um órgão dedicado em exclusivo a esta performance. Fica no lado direito do transepto do templo, e os tubos ficam do lado esquerdo. Uma máquina assegura o fornecimento constante de ar e permite a execução contínua.
O órgão não contém a totalidade dos tubos de um órgão normal, e estes vão sendo substituídos pouco a pouco. Em 5 de julho de 2008, foram juntos dois novos tubos, e o órgão agora tem seis.
Como o instrumento está permanentemente em execução, está protegido por um cubo de acrílico transparente a fim de atenuar o volume sonoro.

### Execução

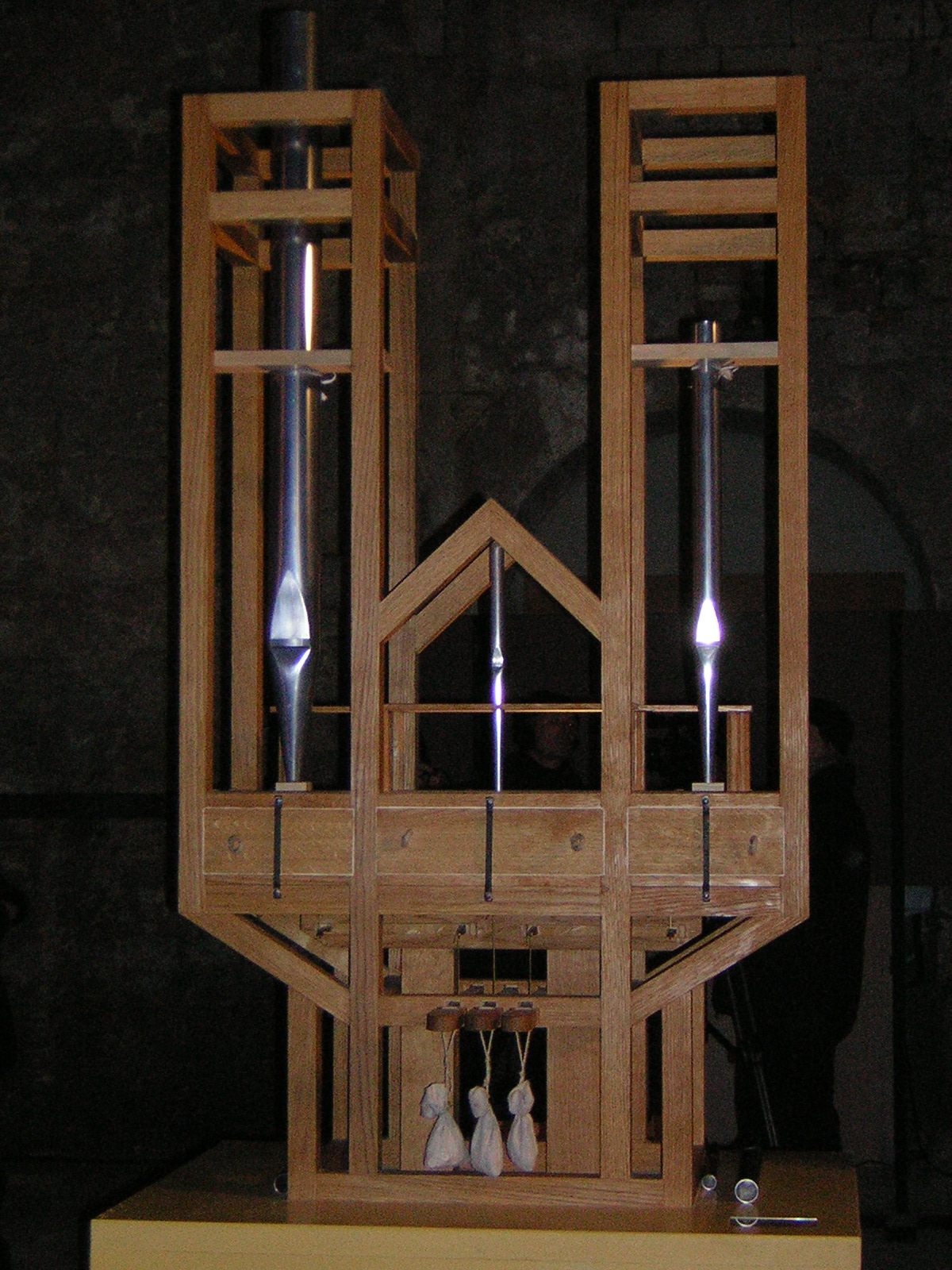
O órgão.

A execução iniciou-se na igreja em 5 de setembro de 2001 com uma pausa que se prolongou até 5 de fevereiro de 2003. O primeiro acorde foi tocado até 5 de julho de 2004.
As datas seguintes são as das primeiras alterações:
- 5 de julho de 2004
- 5 de julho de 2005
- 5 de janeiro de 2006
- 5 de maio de 2006
- 5 de julho de 2008
- 5 de novembro de 2008
- 5 de fevereiro de 2009
- 5 de julho de 2010
- 5 de fevereiro de 2011
- 5 de agosto de 2011
- 5 de julho de 2012
- 5 de outubro de 2013
- 5 de setembro de 2020

A data de início, 5 de setembro de 2001, corresponde ao 85.º aniversário de John Cage. As mudanças de nota são sistematicamente feitas só em dias 5 dos vários meses.
A performance deverá prosseguir até 5 de setembro de 2640.

### Financiamento

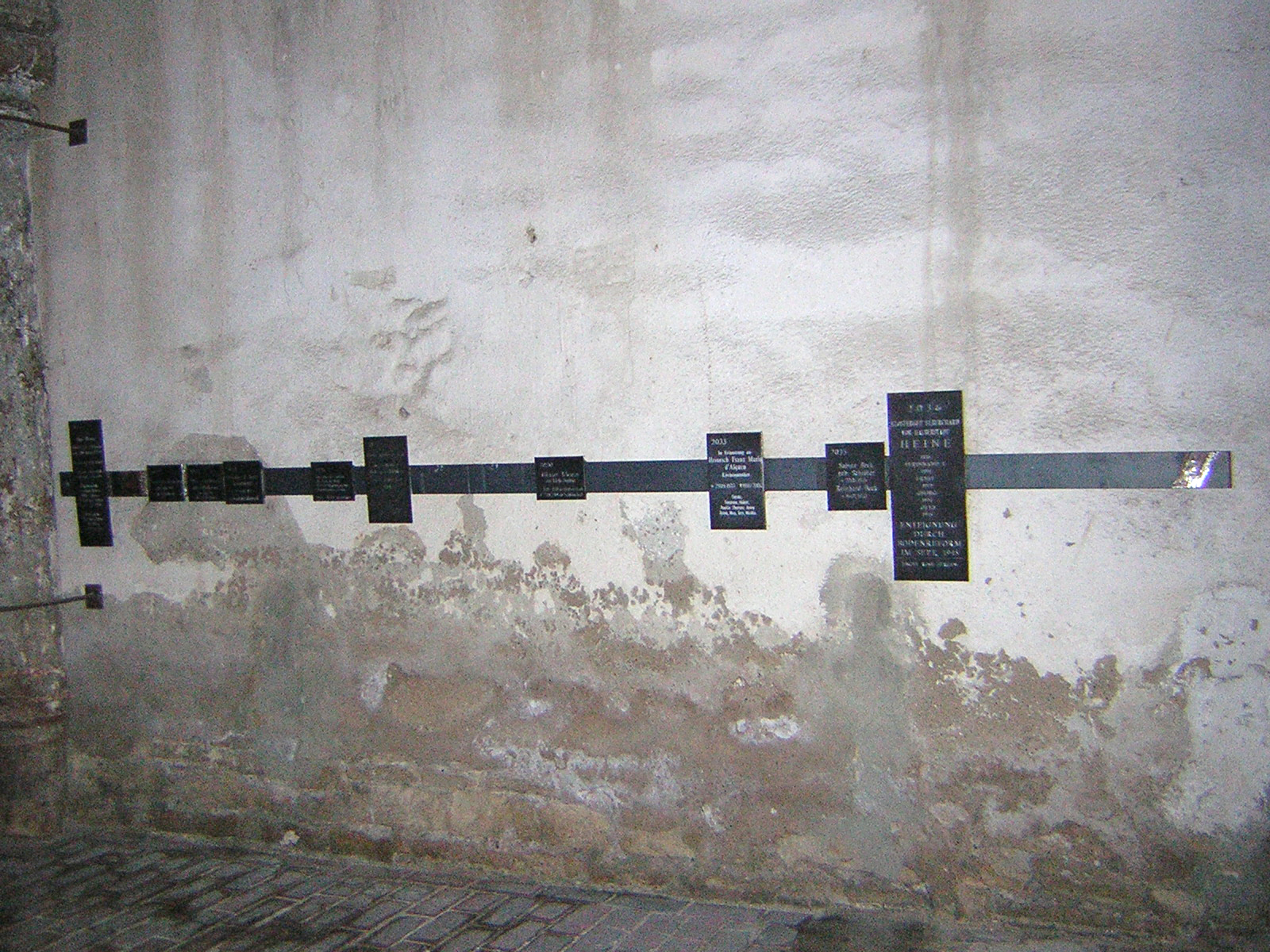
Placas nas paredes da igreja.

O projeto é finaciado por doações e qualquer pessoa pode doar mil euros para assegurar o financiamento de um ano, quem doar tem a possibilidade de ver o seu nome escrito numa placa de reconhecimento afixada na igreja. Contribuições de qualquer valor são aceitas para manutenção do projeto.

## Outras execuções

### Diane Luchese na Universidade de Towson
Em 5 de fevereiro de 2009, Diane Luchese interpretou Organ²/ASLSP das 8h45 às 23h41 no Harold J. Kaplan Concert Hall, Universidade de Towson, Maryland. Esta performance de 14 horas e 56 minutos, completa, ininterrupta e observando estritamente as proporções temporais da partitura, é a mais longa performance musical documentada feita por um só ser humano.